# Myripristis botche
Myripristis botche är en fiskart som beskrevs av Cuvier 1829. Myripristis botche ingår i släktet Myripristis och familjen Holocentridae. Inga underarter finns listade i Catalogue of Life.